# Ford Consul Capri
Ford Consul Capri är en personbil, tillverkad av biltillverkaren Fords brittiska dotterbolag mellan 1961 och 1964.

## Ford Consul Capri
Consul Capri var en coupé-version av Consul Classic som introducerades samtidigt och bilarna delade den USA-inspirerade formgivningen med dubbla strålkastare och fenor på bakskärmarna. Caprin var välutrustad med skivbromsar fram och fyrväxlad växellåda med golvspak.
Vid introduktionen hade bilen en 1340cc 4-cylindrig motor med 3-lagrad vevaxel och den fanns endast med golvväxel vilket skiljde den från sedanen. 1963 kom en motor på 1500 cc och 5-lagrad vevaxel vilken gjorde att den höll betydligt bättre. I och med denna motor så introducerades även GT-modellen som fick en vassare kamaxel men även tvåports Weberförgasare och extraktorgrenrör. GT:n fick då 78 hk DIN mot de luxens 64 hk. 1500 cc motorn delades med bland andra Ford Cortina och Ford Corsair. Det fanns även en lyxigare modell som hette Hooper Capri som hade bättre säten i skinn och en annan instrumentering bl.a. Modellen såldes dock aldrig i Sverige. En ny Capri-modell dröjde fram till 1969.

## Motor
| Modell | Årsmodell | Motor              | Cylindervolym | Effekt | Bränslesystem     |
| ------ | --------- | ------------------ | ------------- | ------ | ----------------- |
| 109E   | 1962      | 4-cyl radmotor ohv | 1340 cm³      | 54 hk  | Enkel förgasare   |
| 116E   | 1963-64   | 4-cyl radmotor ohv | 1498 cm³      | 60 hk  | Enkel förgasare   |
| GT     | 1963-64   | 4-cyl radmotor ohv | 1498 cm³      | 78 hk  | Tvåportsförgasare |